# Eugene Wigner
Eugene Paul Wigner (thường viết là E. P. Wigner giữa các nhà vật lý) (tiếng Hungary Wigner Pál Jenő) (17 tháng 11 năm 1902 – 1 tháng 1 năm 1995) là một nhà vật lý và nhà toán học người Hungary.
Ông nhận giải Nobel về vật lý vào năm 1963 "cho những đóng góp của ông vào lý thuyết hạt nhân và các hạt cơ bản, đặc biệt là thông qua sự khám phá và áp dụng các nguyên lý đối xứng cơ sở". Một số người đương thời cho Wigner là một thiên tài im lặng và một số người khác còn cho rằng ông có thể sánh ngang cùng với Albert Einstein, mặc dù là không nổi tiếng bằng. Wigner đã đặt những nền tảng quan trọng cho lý thuyết về sự đối xứng trong cơ học lượng tử cũng như các nghiên cứu của ông về hạt nhân nguyên tử, và một vài định lý khác mang tên ông.

## Đầu đời

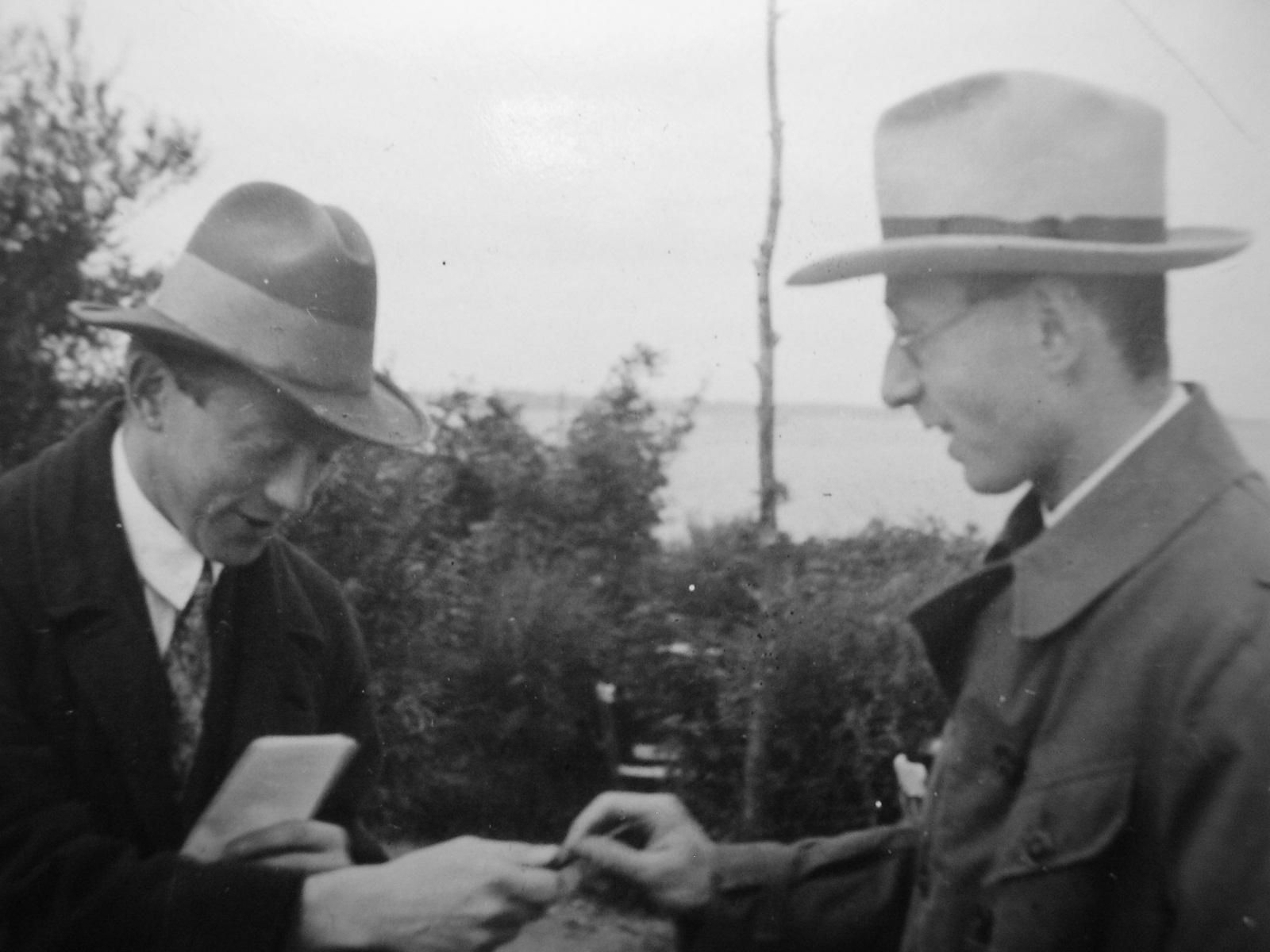
Werner Heisenberg + Eugene Wigner (1928)

Wigner sinh ra ở Budapest, Áo-Hungary (bây giờ là Hungary) trong một gia đình trung lưu người Do Thái. Vào năm 11 tuổi, Wigner bị bệnh mà cha mẹ cậu tin rằng đó là lao phổi. Họ gửi cậu đi 6 tuần vào một bệnh xá trong vùng núi của Áo. Trong thời gian này, Wigner bắt đầu thích các bài toán. Từ năm 1915 đến 1919, cùng với John von Neumann, Wigner học tại trường trung học của Giáo hội Luthera Fasori Evangélikus Gimnázium nơi họ cùng học với thầy dạy toán tên là László Rátz. Vào năm 1919, để tránh chế độ 
Bela Kun, gia đình tạm lánh sang Áo, chỉ quay về sau sự sụp đổ của nhà nước Kun. Một phần như là sự phản ứng về sự hiện diện khá đông của cộng đồng Do Thái trong chế độ Kun, toàn bộ gia đình chuyển đạo sang Giáo hội Luther. Vào năm 1921, Wigner học ngành hóa kỹ thuật (chemical engineering) tại trường Technische Hochschule ở Berlin (ngày nay là Technische Universität Berlin). Ông cũng thường xuyên tham dự các buổi hội thảo thứ 4 hàng tuần của Hiệp hội Vật lý Đức. Những buổi hội thảo này quy tụ những tên tuổi lớn đương thời như là Max Planck, Max von Laue, Rudolf Ladenburg, Werner Heisenberg, Walther Nernst, Wolfgang Pauli và — đáng kể nhất là — Albert Einstein. Wigner cũng gặp nhà vật lý Leó Szilárd, người có thời là bạn thân nhất với Wigner. Wigner đã từng làm việc tại Kaiser Wilhelm Institute, và nơi đây ông đã gặp Michael Polanyi, người sau này trở thành, sau László Rátz, người thầy lớn nhất của Wigner.

## Giữa đời
Vào những năm cuối của thập kỉ 1920, Wigner nghiên cứu khá sâu vào ngành cơ học lượng tử. Một giai đoạn tại đại học Goettingen như là trợ lý cho nhà toán học lớn David Hilbert đã đem lại nhiều thất vọng, vì Hilbert không còn nghiên cứu ngành này nữa. Tuy vậy Wigner đã tự nghiên cứu độc lập. Ông đã đặt ra các nền tảng cho lý thuyết về các đối xứng trong cơ học lượng tử và vào năm 1927 đã giới thiệu khái niệm mà bây giờ được biết đến như là ma trận D-Wigner (Wigner D-matrix).
Chúng ta có thể nói rằng chính ông và Hermann Weyl đã chịu trách nhiệm chính trong việc giới thiệu lý thuyết nhóm vào ngành cơ học lượng tử (họ đã truyền bá "Gruppenpest"). Xem cuốn sách xuất bản năm 1931 của Wigner tóm tắt về các công trình của ông trong lý thuyết nhóm. Vào cuối những năm của thập kỉ 1930, ông mở rộng hướng nghiên cứu sang hạt nhân nguyên tử. Ông đã phát triển một lý thuyết tổng quát quan trọng cho các phản ứng hạt nhân (chẳng hạn như định lý Wigner-Eckart). Vào năm 1929, các bài báo của ông đã thu hút sự chú ý trong thế giới các nhà vật lý. Vào năm 1930, Đại học Princeton đã mời Wigner và Von Neumann, rất kịp thời khi chính quyền Đức Quốc xã bắt đầu mạnh lên. Tại Princeton vào năm 1934 Wigner đã giới thiệu em gái của mình là Manci cho nhà vật lý Paul Dirac. Họ kết hôn, và mối quan hệ giữa Wigner và Dirac sâu đậm dần.
Vào năm 1936, Princeton đã không ký lại hợp đồng với Wigner, do vậy ông di chuyển về Đại học Wisconsin-Madison. Nơi đây ông gặp người vợ đầu tiên của mình, một học sinh ngành vật lý tên là Amelia Frank. Tuy nhiên cô ta qua đời vào năm 1937, làm Wigner hết sức đau buồn. Vào ngày 8 tháng 1 năm 1937, Wigner trở thành công dân của Hoa Kỳ. Đại học Princeton không lâu sau mời Wigner trở lại, và ông tái gia nhập với tư cách giáo sư vào mùa thu năm 1938. Tuy không phải là một chính trị gia, vào năm 1939 và 1940 Dr. Wigner đã đóng vai trò quan trọng trong việc đề ra Dự án Manhattan, dự án đã phát triển quả bom nguyên tử đầu tiên. Tuy nhiên cá nhân ông là một người yêu chuộng hòa bình. Sau này ông đã đóng góp vào nền quốc phòng công chính của Mỹ. Vào năm 1946, Wigner nhận một vị trí như là giám đốc nghiên cứu và phát triển của Phòng thí nghiệm Clinton (bây giờ là Phòng thí nghiệm quốc gia Oak Ridge) ở Oak Ridge, Tennessee. Khi mọi việc không diễn ra như dự tính, Wigner quay trở lại Princeton.
Để đánh giá công lao của Giáo sư Wigner, vào năm 1987, Alvin M. Weinberg đã viết rằng: "...xu hướng này của Wigner [thừa nhận sự đóng góp của các cộng sự trẻ tuổi] đã giải thích tại sao khá nhiều, không chỉ là trong lý thuyết phản ứng hạt nhân mà còn của ngành vật lý lý thuyết từ năm 1930 đến 1965 – mặc dù không trực tiếp mang tên Wigner – thật sự là bắt đầu từ một lời đề nghị hay một câu hỏi của Giáo sư Wigner."

## Những năm cuối đời
Vào năm 1960, Wigner đã đưa ra một trực giác làm nhiều người suy nghĩa về sức mạnh của toán học trong bài luận văn nổi tiếng bên ngoài ngành vật ly của ông, bây giờ trở thành kinh điển, Hiệu quả không thể giải thích được của toán học trong các ngành khoa học tự nhiên. Ông cho rằng sinh học và nhận dạng có thể là nguồn gốc của các khái niệm vật lý, và như là khi con người cảm nhận các khái niệm đó, và thật là một sự trùng hợp ngẫu nhiên khi toán và vật lý là liên hệ chặt chẽ lẫn nhau, trông có vẻ như là không thể giải thích được. Tuy nhiên vẫn nhiều người không đồng ý lý thuyết này, trong đó phải kể đến nhà toán học Andrew M. Gleason. Vào năm 1963, Wigner nhận giải Nobel về Vật lý. Ông không bao giờ nghĩ là điều đó sẽ xảy ra, và thêm vào: "Tôi không bao giờ nghĩ rằng sẽ thấy tên mình trên báo chí ngoại trừ làm những việc gì xấu xa." Ông sau đó đã được trao tặng giải thưởng Enrico Fermi, và Huy chương Khoa học Quốc gia (National Medal of Science). Vào năm 1992,khi đã ở tuổi 90, ông xuất bản cuốn hồi ký, Những điều nhớ lại của Eugene P. Wigner với Andrew Szanton. Wigner qua đời 3 năm sau đó ở Princeton. Một trong những học sinh nổi tiếng của ông là Abner Shimony.
Vào cuối những năm 1970 có người hỏi Eugene Wigner 'Ông có còn nhớ đến Rátz?', một trong những giáo viên trung học của ông, ông trả lời: 'Ông ta kia kìa!' và chỉ đến tấm ảnh của Rátz treo trên tường trong phòng làm việc của ông.
Vợ thứ hai của ông là Patricia Hamilton Wigner, góa phụ của một nhà vật lý khác, Donald Ross Hamilton, một trưởng khoa ở Đại học Princeton đã qua đời vào năm 1971.
Gần đến cuối đời những suy nghĩ của ông trở nên mang đầy tính triết lý. Trong hồi ký của mình, Wigner nói rằng: "Toàn bộ ý nghĩa của cuộc đời, toàn bộ ý nghĩa của những ước vọng của con người, về cơ bản là một điều bí ẩn vượt khỏi tầm hiểu biết của chúng ta. Khi còn trẻ tuổi, tôi đã cười cợt về những điều đó. Nhưng bây giờ thì tôi đã an lòng về điều đó. Tôi còn cảm thấy một vinh dự nào đó khi là một phần của điều bí ẩn đó". Ông bắt đầu thích nghiên cứu về triết lý Vedanta  Lưu trữ ngày 16 tháng 9 năm 2016 tại Wayback Machine của Ấn Độ giáo, đặc biệt là những ý tưởng rằng toàn bộ vũ trụ này là một nhận thức bao trùm tất cả. Trong tập các bài luận của mình (Các phép đối xứng và phản xạ- các luận văn khoa học), ông đã nhận xét rằng "Không thể nào mà công thức hóa được tất cả các định luật (của cơ học lượng tử) trong một cách thống nhất hoàn toàn mà không viện dẫn đến nhận thức (consciousness)".
Cũng liên quan đến các vấn đề này là thí nghiệm về ý nghĩ, nghịch lý bạn của Wigner. Nó thường được xem như là phiên bản mở rộng của thí nghiệm con mèo của Schrödinger. Thí nghiệm bạn của Wigner hỏi câu hỏi sau đây: tại giai đoạn nào thì một "phép đo" diễn ra? Wigner đã đưa ra thí nghiệm này để nhấn mạnh rằng ông tin rằng nhận thức là cần thiết trong quá trình đo đạc cơ học lượng tử.